# Aeollanthus
Aeollanthus és un gènere amb 117 espècies d'angiospermes que pertany a la família Lamiaceae i nadiu d'Àfrica.

## Espècies seleccionades
- Aeolanthus abyssinicus
- Aeolanthus adenotrichus
- Aeolanthus affinis
- Aeollanthus alternatus
- Aeolanthus ambustus
- Llista completa d'espècies

## Sinònims
- Aeolanthus Mart.
- Icomum Hua